# Italien i olympiska sommarspelen 1968
Italien deltog med 167 deltagare vid de olympiska sommarspelen 1968 i Mexico City. Totalt vann de tre guldmedaljer, fyra silvermedaljer och nio bronsmedaljer.

## Medaljer

### Guld
- Pierfranco Vianelli - Cykling, linjelopp.
- Klaus Dibiasi - Simhopp, höga hopp.
- Primo Baran, Renzo Sambo och Bruno Cipolla - Rodd, tvåa med styrman.

### Silver
- Giurdano Turrini - Cykling, sprint.
- Klaus Dibiasi - Simhopp, svikthopp 3m.
- Wladimiro Calarese, Michele Maffei, Cesare Salvadori, Pierluigi Chicca och Rolando Rigoli - Fäktning, sabel lag.
- Romano Garagnani - Skytte, skeet.

### Brons
- Eddy Ottoz - Friidrott, 110 m häck.
- Giuseppe Gentile - Friidrott, tresteg.
- Giorgio Bambini - Boxning, tungvikt.
- Pierfranco Vianelli, Giovanni Bramucci, Vittorio Marcelli och Mauro Simonetti - Cykling, lagtempolopp.
- Luigi Roncaglia, Lorenzo Bosisio, Cipriano Chemello och Giorgio Morbiato - Cykling, lagförföljelse.
- Gianluigi Saccaro - Fäktning, värja.
- Renato Bosatta, Pier Conti-Manzini, Tullio Baraglia och Abramo Albini - Rodd, fyra utan styrman.
- Fabio Albarelli - Segling, finnjolle.
- Franco Cavallo och Camillo Gargano - Segling, starbåt.